# S100A2
S100A2 (англ. S100 calcium binding protein A2) – білок, який кодується однойменним геном, розташованим у людей на короткому плечі 1-ї хромосоми.  Довжина поліпептидного ланцюга білка становить 98 амінокислот, а молекулярна маса — 11 117.
| 10         |  | 20         |  | 30         |  | 40         |  | 50         |
| ---------- |  | ---------- |  | ---------- |  | ---------- |  | ---------- |
| MMCSSLEQAL |  | AVLVTTFHKY |  | SCQEGDKFKL |  | SKGEMKELLH |  | KELPSFVGEK |
| VDEEGLKKLM |  | GSLDENSDQQ |  | VDFQEYAVFL |  | ALITVMCNDF |  | FQGCPDRP   |

A: Аланін

C: Цистеїн

D: Аспарагінова кислота

E: Глутамінова кислота

F: Фенілаланін

G: Гліцин

H: Гістидин

I: Ізолейцин

K: Лізин

L: Лейцин

M: Метіонін

N: Аспарагін

P: Пролін

Q: Глутамін

R: Аргінін

S: Серин

T: Треонін

V: Валін

Білок має сайт для зв'язування з іонами металів, іоном кальцію. 